# Stigmatomma fulvidum

Stigmatomma fulvidum (лат.) — вид мелких земляных муравьёв из подсемейства Amblyoponinae. Восточная Азия: Япония.

## Описание
Мелкие муравьи (длина тела около 2 мм), основная окраска желтовато-коричневая. Глаза мелкие. Усики короткие, 10-члениковые. Мандибулы длинные, узкие, жало хорошо развито. Клипеус с рядом из 5-8 мелких зубчиков по переднему краю. Стебелёк между грудкой и брюшком состоит из одного узловидного членика (петиоль) широко прикреплённого к брюшку. Вид был впервые описан в 1987 году японским мирмекологами Мамору Тераямой (Mamoru Terayama, Laboratory of Applied Entomology, Division of Agriculture and Agricultural Life Sciences, Токийский университет, Токио, Япония) под первоначальным названием Amblyopone fulvidum Terayama, 1987. В 2015 году включался в род Bannapone. С 2016 года в составе рода Stigmatomma.